# Mack Hellings
Ronald 'Mack' Hellings (Fort Dodge, 14 september 1915 - Kern County, 11 november 1951) was een Amerikaanse Formule 1-coureur die deelnam aan de Indianapolis 500 van 1950 en 1951. Hij stierf tijdens een vliegtuigongeluk.